# بیژووتسی (استان گابرووو)
بیژووتسی (به بلغاری: Bizhovtsi) یک منطقهٔ مسکونی در بلغارستان است که در تریاونا واقع شده‌است.